# Благовещенка (Бильмакский район)
Благовеще́нка (укр. Благовіщенка) — село,
Благовещенский сельский совет,
Бильмакский район,
Запорожская область,
Украина.

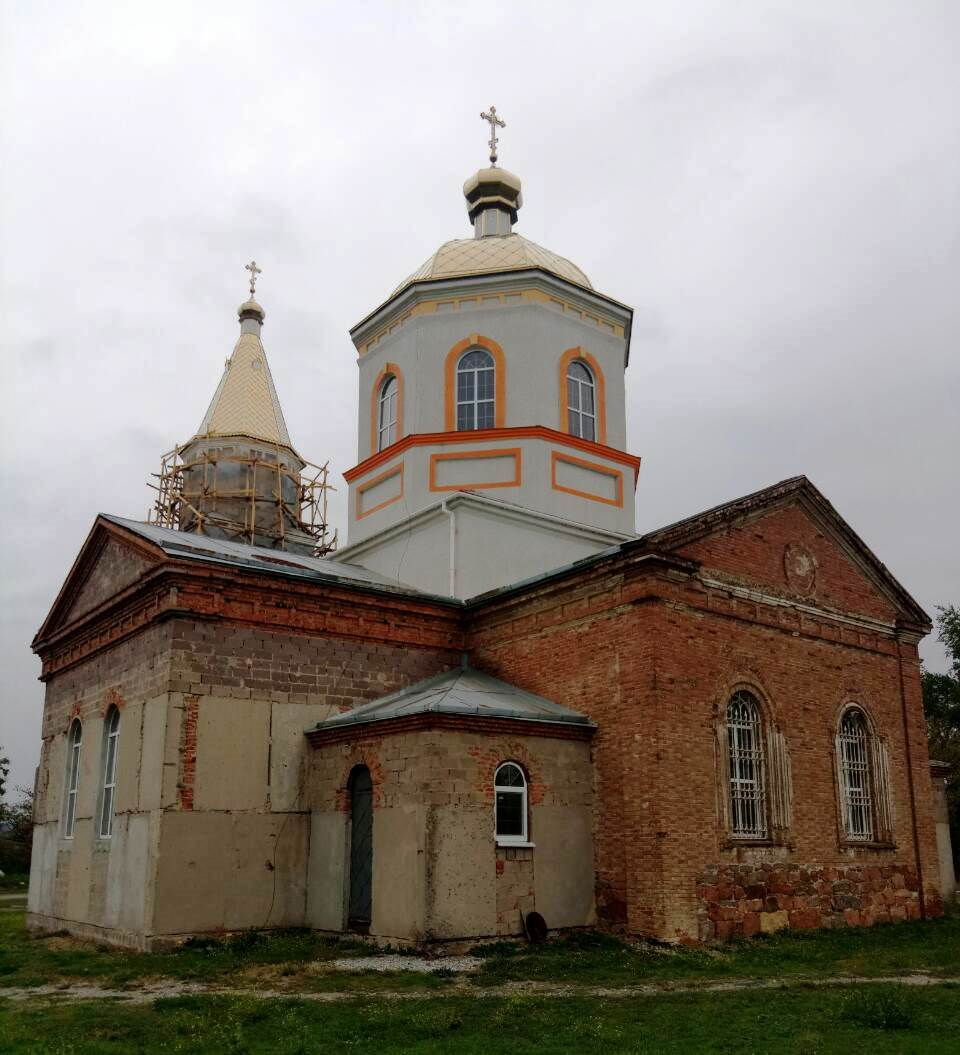
Церковь в селе

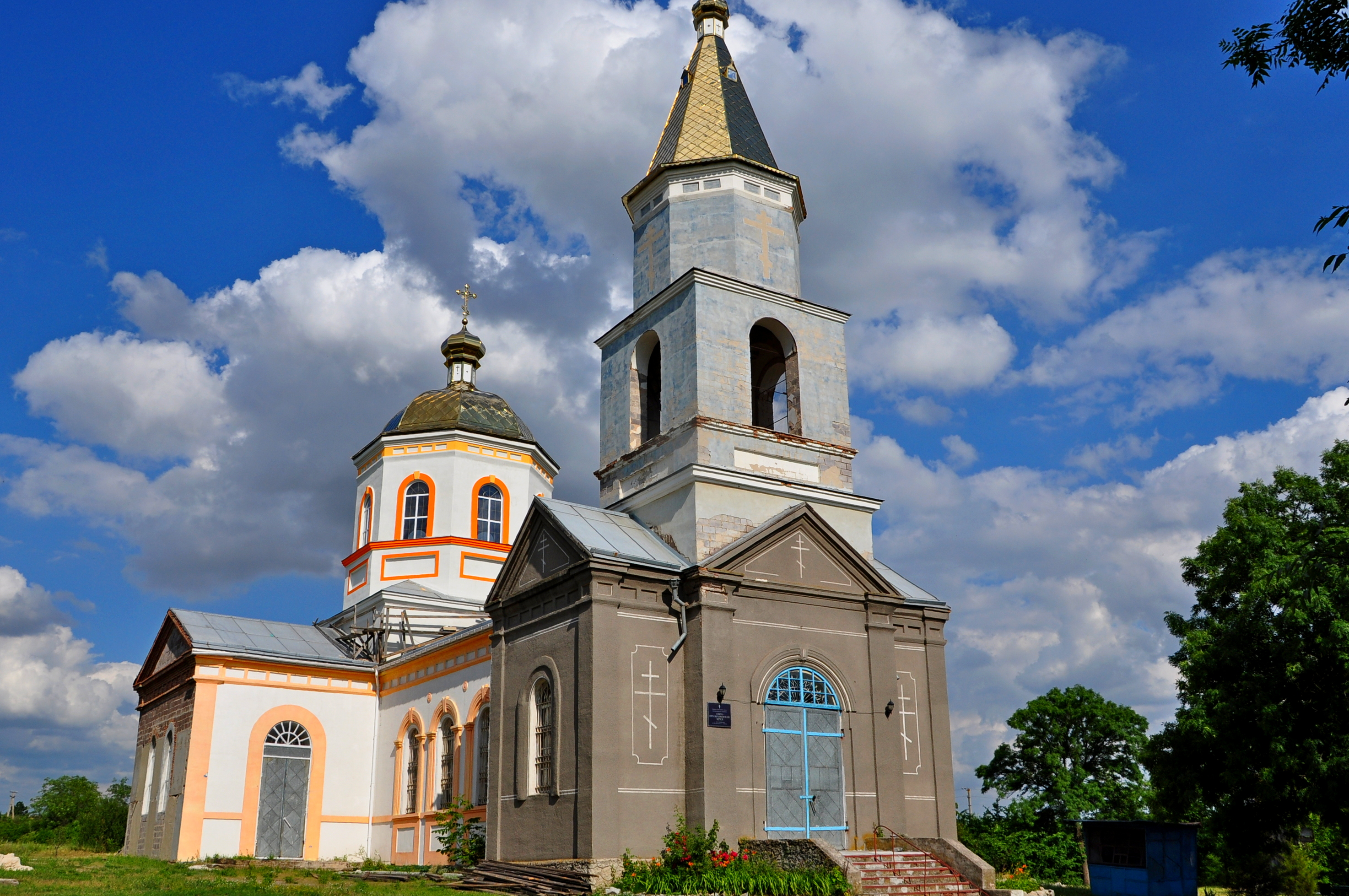
Спасо-Преображенский храм

Код КОАТУУ — 2322781801. Население по переписи 2001 года составляло 1649 человек. По данным 1990 года население села составляло 1,8 тыс. человек.
Является административным центром Благовещенского сельского совета, в который, кроме того, входят сёла
Новокаменка.

## Географическое положение
Село Благовещенка находится на берегу реки Грузкая,
выше по течению на расстоянии в 1 км расположено село Грузское,
ниже по течению примыкает село Белоцерковка.
Рядом проходит автомобильная дорога Т-0819.

## История
- Село Благовещенка основано во второй половине XVIII века как войсковая слобода.

## Экономика
- «Дружба», сельскохозяйственный ПК.
- «Агро-Дружба», ООО.

## Объекты социальной сферы
- Школа.
- Детский сад.
- Дом культуры.
- Амбулатория.

## Достопримечательности
- Музей "Сільське подвір'я"
- Братская могила советских воинов.
- 107-летний дуб.
- Энтомологический и ботанический заказник «Балка Конькова».[3]

## Религия
- Спасо-Преображенский храм.